# Thorneův systém (1992)
Thorneův systém (1992) navrhl botanik Robert F. Thorne (1920- ). V roce 2000 svůj systém aktualizoval. Tyto 2 systémy byly publikovány zde:
- R.F. Thorne. Synopsis of a putative phylogenetic classification of flowering plants. Aliso. 1968, roč. 6(4), s. 57–66.
- R.F. Thorne. Classification and geography of flowering plants. Botanical Review. 1992, roč. 58, s. 225–348. doi:10.1007/BF02858611.
- R.F. Thorne. An updated phylogenetic classification of the flowering plants. Aliso. 1992, roč. 13, s. 365–389.
- R.F. Thorne. The classification and geography of the flowering plants: dicotyledons of the class Angiospermae. Botanical Review. 2000, roč. 66, s. 441–647. doi:10.1007/BF02869011.

Systém je online třeba zde: CSDL, Texas Archivováno 11. 5. 2008 na Wayback Machine., 1, 2, 3; je zde také seznam synonym, nomenklatorických i taxonomických.

## Přehled
- třída Magnoliopsida  (krytosemenné)
podtřída Magnoliidae (dvouděložné)
nadřád Magnolianae
nadřád Nymphaeanae
nadřád Rafflesianae
nadřád Caryophyllanae
nadřád Theanae
nadřád Celastranae
nadřád Malvanae
nadřád Violanae
nadřád Santalanae
nadřád Geranianae
nadřád Rutanae
nadřád Proteanae
nadřád Rosanae
nadřád Cornanae
nadřád Asteranae
nadřád Solananae
nadřád Loasanae
nadřád Myrtanae
nadřád Gentiananae
podtřída Liliidae (jednoděložné)
nadřád Lilianae
nadřád Hydatellanae
nadřád Triuridanae
nadřád Aranae
nadřád Cyclanthanae
nadřád Pandananae
nadřád Arecanae
nadřád Commelinanae

## Systém
Thorneův systém (1992) obsahuje 440 čeledí a 69 řádů:
- třída Magnoliopsida  [krytosemnné] 
podtřída Magnoliidae [dvouděložné]
nadřád Magnolianae
řád Magnoliales
čeleď Winteraceae
čeleď Illiciaceae
čeleď Schisandraceae
čeleď Magnoliaceae
čeleď Degeneriaceae
čeleď Himantandraceae
čeleď Eupomatiaceae
čeleď Annonaceae
čeleď Aristolochiaceae
čeleď Myristicaceae
čeleď Canellaceae
čeleď Austrobaileyaceae
čeleď Amborellaceae
čeleď Trimeniaceae
čeleď Chloranthaceae
čeleď Monimiaceae
čeleď Gomortegaceae
čeleď Calycanthaceae
čeleď Lauraceae
čeleď Hernandiaceae
čeleď Lactoridaceae
čeleď Saururaceae
čeleď Piperaceae
řád Ceratophyllales
čeleď Ceratophyllaceae
řád Nelumbonales
čeleď Nelumbonaceae
řád Paeoniales
čeleď Paeoniaceae
čeleď Glaucidiaceae
řád Berberidales
čeleď Menispermaceae
čeleď Lardizabalaceae
čeleď Sargentodoxaceae
čeleď Berberidaceae
čeleď Hydrastidaceae
čeleď Ranunculaceae
čeleď Circaeasteraceae
čeleď Papaveraceae
nadřád Nymphaeanae
řád Nymphaeales
čeleď Cabombaceae
čeleď Nymphaeaceae
nadřád Rafflesianae
řád Rafflesiales
čeleď Hydnoraceae
čeleď Rafflesiaceae
nadřád Caryophyllanae
řád Caryophyllales
čeleď Caryophyllaceae
čeleď Portulacaceae
čeleď Hectorellaceae
čeleď Basellaceae
čeleď Didiereaceae
čeleď Cactaceae
čeleď Phytolaccaceae
čeleď Petiveriaceae
čeleď Agdestidaceae
čeleď Barbeuiaceae
čeleď Achatocarpaceae
čeleď Stegnospermataceae
čeleď Nyctaginaceae
čeleď Aizoaceae
čeleď Halophytaceae
čeleď Molluginaceae
čeleď Chenopodiaceae
čeleď Amaranthaceae
nadřád Theanae
řád Theales
čeleď Dilleniaceae
čeleď Actinidiaceae
čeleď Paracryphiaceae
čeleď Stachyuraceae
čeleď Theaceae
čeleď Asteropeiaceae
čeleď Tetrameristaceae
čeleď Pellicieraceae
čeleď Chrysobalanaceae
čeleď Symplocaceae
čeleď Caryocaraceae
čeleď Marcgraviaceae
čeleď Oncothecaceae
čeleď Aquifoliaceae
čeleď Phellinaceae
čeleď Sphenostemonaceae
čeleď Sarraceniaceae
čeleď Pentaphylacaceae
čeleď Clethraceae
čeleď Cyrillaceae
čeleď Ochnaceae
čeleď Quiinaceae
čeleď Scytopetalaceae
čeleď Medusagynaceae
čeleď Strasburgeriaceae
čeleď Ancistrocladaceae
čeleď Dioncophyllaceae
čeleď Nepenthaceae
čeleď Bonnetiaceae
čeleď Clusiaceae
čeleď Elatinaceae
čeleď Lecythidaceae
řád Ericales
čeleď Ericaceae
čeleď Epacridaceae
čeleď Empetraceae
řád Fouquieriales
čeleď Fouquieriaceae
řád Styracales
čeleď Ebenaceae
čeleď Lissocarpaceae
čeleď Sapotaceae
čeleď Styracaceae
řád Primulales
čeleď Theophrastaceae
čeleď Myrsinaceae
čeleď Primulaceae
čeleď Plumbaginaceae
řád Polygonales
čeleď Polygonaceae
nadřád Celastranae
řád Celastrales
čeleď Celastraceae
čeleď Goupiaceae
čeleď Lophopyxidaceae
čeleď Stackhousiaceae
čeleď Corynocarpaceae
nadřád Malvanae
řád Malvales
čeleď Sterculiaceae
čeleď Huaceae
čeleď Elaeocarpaceae
čeleď Plagiopteraceae
čeleď Tiliaceae
čeleď Monotaceae
čeleď Dipterocarpaceae
čeleď Sarcolaenaceae
čeleď Sphaerosepalaceae
čeleď Bombacaceae
čeleď Malvaceae
řád Urticales
čeleď Ulmaceae
čeleď Moraceae
čeleď Cecropiaceae
čeleď Barbeyaceae
čeleď Urticaceae
čeleď Cannabaceae
řád Rhamnales
čeleď Rhamnaceae
čeleď Elaeagnaceae
řád Euphorbiales
čeleď Euphorbiaceae
čeleď Aextoxicaceae
čeleď Simmondsiaceae
čeleď Dichapetalaceae
čeleď Gonystylaceae
čeleď Thymelaeaceae
nadřád Violanae
řád Violales
čeleď Bixaceae
čeleď Cochlospermaceae
čeleď Cistaceae
čeleď Violaceae
čeleď Flacourtiaceae
čeleď Physenaceae
čeleď Lacistemataceae
čeleď Salicaceae
čeleď Dipentodontaceae
čeleď Peridiscaceae
čeleď Scyphostegiaceae
čeleď Passifloraceae
čeleď Turneriaceae
čeleď Malesherbiaceae
čeleď Achariaceae
čeleď Caricaceae
čeleď Tamaricaceae
čeleď Frankeniaceae
čeleď Cucurbitaceae
čeleď Begoniaceae
čeleď Datiscaceae
řád Brassicales
čeleď Resedaceae
čeleď Capparaceae
čeleď Brassicaceae
čeleď Salvadoraceae
čeleď Gyrostemonaceae
řád Batales
čeleď Bataceae
nadřád Santalanae
řád Santalales
čeleď Olacaceae
čeleď Opiliaceae
čeleď Medusandraceae
čeleď Santalaceae
čeleď Misodendraceae
čeleď Loranthaceae
čeleď Eremolepidaceae
čeleď Viscaceae
řád Balanophorales
čeleď Balanophoraceae
čeleď Cynomoriaceae
nadřád Geranianae
řád Linales
čeleď Humiriaceae
čeleď Ctenolophonaceae
čeleď Hugoniaceae
čeleď Ixonanthaceae
čeleď Linaceae
čeleď Erythroxylaceae
čeleď Zygophyllaceae
čeleď Balanitaceae
řád Rhizophorales
čeleď Rhizophoraceae
řád Geraniales
čeleď Oxalidaceae
čeleď Geraniaceae
čeleď Balsaminaceae
čeleď Tropaeolaceae
čeleď Limnanthaceae
řád Polygalales
čeleď Malpighiaceae
čeleď Trigoniaceae
čeleď Vochysiaceae
čeleď Polygalaceae
čeleď Krameriaceae
nadřád Rutanae
řád Rutales
čeleď Rutaceae
čeleď Rhabdodendraceae
čeleď Cneoraceae
čeleď Simaroubaceae
čeleď Picramniaceae
čeleď Ptaeroxylaceae
čeleď Meliaceae
čeleď Burseraceae
čeleď Anacardiaceae
čeleď Leitneriaceae
čeleď Tepuianthaceae
čeleď Coriariaceae
čeleď Sapindaceae
čeleď Sabiaceae
čeleď Melianthaceae
čeleď Akaniaceae
čeleď Bretschneideraceae
čeleď Moringaceae
čeleď Surianaceae
čeleď Connaraceae
čeleď Fabaceae
nadřád Proteanae
řád Proteales
čeleď Proteaceae
nadřád Rosanae
řád Hamamelidales
čeleď Trochodendraceae
čeleď Eupteleaceae
čeleď Cercidiphyllaceae
čeleď Platanaceae
čeleď Hamamelidaceae
řád Casuarinales
čeleď Casuarinaceae
řád Balanopales
čeleď Buxaceae
čeleď Didymelaceae
čeleď Daphniphyllaceae
čeleď Balanopaceae
řád Bruniales
čeleď Roridulaceae
čeleď Bruniaceae
čeleď Geissolomataceae
čeleď Grubbiaceae
čeleď Myrothamnaceae
čeleď Hydrostachyaceae
řád Juglandales
čeleď Rhoipteleaceae
čeleď Juglandaceae
čeleď Myricaceae
řád Betulales
čeleď Ticodendraceae
čeleď Betulaceae
čeleď Nothofagaceae
čeleď Fagaceae
řád Rosales
čeleď Rosaceae
čeleď Neuradaceae
čeleď Crossosomataceae
čeleď Anisophylleaceae
řád Saxifragales
čeleď Tetracarpaeaceae
čeleď Crassulaceae
čeleď Cephalotaceae
čeleď Penthoraceae
čeleď Saxifragaceae
čeleď Francoaceae
čeleď Grossulariaceae
čeleď Vahliaceae
čeleď Eremosynaceae
čeleď Lepuropetalaceae
čeleď Parnassiaceae
čeleď Stylidiaceae
čeleď Droseraceae
čeleď Greyiaceae
čeleď Diapensiaceae
řád Podostemales
čeleď Podostemaceae
řád Cunoniales
čeleď Cunoniaceae
čeleď Davidsoniaceae
čeleď Staphyleaceae
nadřád Cornanae
řád Hydrangeales
čeleď Hydrangeaceae
čeleď Escalloniaceae
čeleď Carpodetaceae
čeleď Griseliniaceae
čeleď Alseuosmiaceae
čeleď Montiniaceae
čeleď Brexiaceae
čeleď Columelliaceae
čeleď Desfontainiaceae
řád Cornales
čeleď Vitaceae
čeleď Gunneraceae
čeleď Haloragaceae
čeleď Cornaceae
čeleď Curtisiaceae
čeleď Alangiaceae
čeleď Garryaceae
čeleď Aucubaceae
čeleď Aralidiaceae
čeleď Eucommiaceae
čeleď Icacinaceae
čeleď Metteniusaceae
čeleď Cardiopteridaceae
čeleď Peripterygiaceae
řád Pittosporales
čeleď Pittosporaceae
čeleď Byblidaceae
čeleď Tremandraceae
řád Araliales
čeleď Helwingiaceae
čeleď Torricelliaceae
čeleď Araliaceae
čeleď Hydrocotylaceae
čeleď Apiaceae
řád Dipsacales
čeleď Caprifoliaceae
čeleď Adoxaceae
čeleď Valerianaceae
čeleď Triplostegiaceae
čeleď Dipsacaceae
čeleď Morinaceae
nadřád Asteranae
řád Asterales
čeleď Calyceraceae
čeleď Asteraceae
řád Campanulales
čeleď Menyanthaceae
čeleď Pentaphragmataceae
čeleď Sphenocleaceae
čeleď Campanulaceae
čeleď Goodeniaceae
nadřád Solananae
řád Solanales
čeleď Solanaceae
čeleď Duckeodendraceae
čeleď Goetzeaceae
čeleď Nolanaceae
čeleď Convolvulaceae
čeleď Hydrophyllaceae
čeleď Boraginaceae
čeleď Hoplestigmataceae
čeleď Lennoaceae
čeleď Tetrachondraceae
čeleď Polemoniaceae
nadřád Loasanae
řád Loasales
čeleď Loasaceae
nadřád Myrtanae
řád Myrtales
čeleď Lythraceae
čeleď Alzateaceae
čeleď Rhynchocalycaceae
čeleď Penaeaceae
čeleď Oliniaceae
čeleď Trapaceae
čeleď Crypteroniaceae
čeleď Melastomataceae
čeleď Combretaceae
čeleď Onagraceae
čeleď Myrtaceae
nadřád Gentiananae
řád Gentianales
čeleď Loganiaceae
čeleď Rubiaceae
čeleď Dialypetalanthaceae
čeleď Apocynaceae
čeleď Gentianaceae
čeleď Saccifoliaceae
řád Scrophulariales
čeleď Oleaceae
čeleď Buddlejaceae
čeleď Stilbaceae
čeleď Bignoniaceae
čeleď Pedaliaceae
čeleď Martyniaceae
čeleď Myoporaceae
čeleď Scrophulariaceae
čeleď Gesneriaceae
čeleď Globulariaceae
čeleď Plantaginaceae
čeleď Lentibulariaceae
čeleď Acanthaceae
čeleď Callitrichaceae
čeleď Hippuridaceae
čeleď Verbenaceae
čeleď Phrymaceae
čeleď Symphoremataceae
čeleď Nesogenaceae
čeleď Avicenniaceae
čeleď Lamiaceae
podtřída Liliidae [jednoděložné]
nadřád Lilianae
řád Liliales
čeleď Melanthiaceae
čeleď Campynemataceae
čeleď Alstroemeriaceae
čeleď Colchicaceae
čeleď Liliaceae
čeleď Trilliaceae
čeleď Iridaceae
řád Burmanniales
čeleď Burmanniaceae
čeleď Corsiaceae
řád Asparagales
čeleď Asparagaceae
čeleď Luzuriagaceae
čeleď Asphodelaceae
čeleď Aphyllanthaceae
čeleď Phormiaceae
čeleď Tecophilaeaceae
čeleď Lanariaceae
čeleď Hemerocallidaceae
čeleď Asteliaceae
čeleď Hanguanaceae
čeleď Agavaceae
čeleď Hostaceae
čeleď Blandfordiaceae
čeleď Dasypogonaceae
čeleď Xanthorrhoeaceae
čeleď Ixioliriaceae
čeleď Hyacinthaceae
čeleď Alliaceae
čeleď Amaryllidaceae
čeleď Hypoxidaceae
čeleď Velloziaceae
čeleď Cyanastraceae
čeleď Eriospermaceae
řád Dioscoreales
čeleď Philesiaceae
čeleď Rhipogonaceae
čeleď Petermanniaceae
čeleď Smilacaceae
čeleď Dioscoreaceae
čeleď Trichopodaceae
čeleď Stemonaceae
čeleď Taccaceae
řád Orchidales
čeleď Orchidaceae
nadřád Hydatellanae
řád Hydatellales
čeleď Hydatellaceae
nadřád Triuridanae
řád Triuridales
čeleď Triuridaceae
nadřád Alismatanae
řád Alismatales
čeleď Butomaceae
čeleď Alismataceae
čeleď Hydrocharitaceae
řád Potamogetonales
čeleď Aponogetonaceae
čeleď Scheuchzeriaceae
čeleď Juncaginaceae
čeleď Potamogetonaceae
čeleď Posidoniaceae
čeleď Cymodoceaceae
čeleď Zannichelliaceae
čeleď Zosteraceae
nadřád Aranae
řád Acorales
čeleď Acoraceae
řád Arales
čeleď Araceae
čeleď Lemnaceae
nadřád Cyclanthanae
řád Cyclanthales
čeleď Cyclanthaceae
nadřád Pandananae
řád Pandanales
čeleď Pandanaceae
nadřád Arecanae
řád Arecales
čeleď Arecaceae
nadřád Commelinanae
řád Bromeliales
čeleď Bromeliaceae
řád Philydrales
čeleď Philydraceae
čeleď Pontederiaceae
čeleď Haemodoraceae
řád Typhales
čeleď Typhaceae
řád Zingiberales
čeleď Musaceae
čeleď Strelitziaceae
čeleď Lowiaceae
čeleď Heliconiaceae
čeleď Zingiberaceae
čeleď Costaceae
čeleď Cannaceae
čeleď Marantaceae
řád Commelinales
čeleď Rapateaceae
čeleď Xyridaceae
čeleď Commelinaceae
čeleď Mayacaceae
čeleď Eriocaulaceae
řád Juncales
čeleď Thurniaceae
čeleď Juncaceae
čeleď Cyperaceae
řád Poales
čeleď Flagellariaceae
čeleď Joinvilleaceae
čeleď Restionaceae
čeleď Ecdeiocoleaceae
čeleď Centrolepidaceae
čeleď Poaceae